# اریش باگه
 اریش باگه (آلمانی: Erich Bagge؛ زاده ۳۰ مهٔ ۱۹۱۲ درگذشته ۵ ژوئن ۱۹۹۶) یک فیزیک‌دان اهل آلمان بود.